# Cordelia comes
Cordelia comes är en fjärilsart som beskrevs av John Henry Leech 1890. Cordelia comes ingår i släktet Cordelia och familjen juvelvingar. Inga underarter finns listade i Catalogue of Life.